# Saint-Hippolyte, Indre-et-Loire

Saint-Hippolyte este o comună în departamentul Indre-et-Loire, Franța. În 1 ianuarie 2022 avea o populație de 620 de locuitori.